# Liste der Burgen, Befestigungen und Schlösser in der Eifel
Aufgelistet sind Burgen, Befestigungen und Schlösser in der Eifel, zeitlich angefangen bei den Kelten bis in die Frühe Neuzeit. Die Liste führt Anlagen im Gebiet des Städtevierecks Aachen, Bonn, Koblenz und Trier – etwas ins Luxemburgische und Belgische hineinreichend – auf. Nicht aufgeführt sind Zier- und Nachbauten, die nie als Wohngebäude oder zur Verteidigung genutzt wurden.
- Name: Nennt den offiziellen Namen des Bauwerkes. Mögliche weitere Namen sind in den Artikeln benannt.
- Ort: Zeigt den Standort an, Stadt, Gemeinde, evtl. auch Nachbarland, Belgien, Luxemburg.
- Kreis: AC – Städteregion Aachen, AW – Kreis Ahrweiler, BIT – Eifelkreis Bitburg-Prüm, DAU – Kreis Vulkaneifel, DN – Düren, EU – Kreis Euskirchen, MYK – Landkreis Mayen-Koblenz
- Land: Bundesland: NRW (Nordrhein-Westfalen), RP (Rheinland-Pfalz), aber auch B (Belgien), L (Luxemburg)
- Typ: Gibt den jeweiligen Bautypus an: Für Burgen meist nach ihrer geografischen Zuordnung; Schlösser, werden, wenn möglich nach ihrem Typus gegliedert; z. B. in Residenzschloss, Jagdschloss, Palais.
- Entstehungszeit: Zeigt (falls bekannt) das Baujahr an. Für Burgen sind meist nur urkundliche Ersterwähnungen oder Datierungen nach Baustil in bestimmte Zeitepochen möglich.
- Erhaltungszustand und heutige Nutzung: Beschreibt den Ist-Zustand des Gebäudes, als abgegangen wird eine Burg bezeichnet, wenn keine Reste mehr vorhanden sind – Burgstall, wenn keine oberirdischen Reste mehr vorhanden sind. Es ist vermerkt, wenn das Gebäude in Privatbesitz bzw. nicht zugänglich ist.
- Bild: Zeigt, wenn möglich, ein zutreffendes Foto, Bild oder Zeichnung des Bauwerkes, der Ruine oder des Burgstalles an. Oft sind auch nur noch Nachfolgebauten zu dokumentieren.

## Liste
| Name                                                                          | Ort                        | Kreis           | Land | Typ                                                           | Entstehungszeit | Erhaltungszustand und heutige Nutzung | Bild                                         |
| ----------------------------------------------------------------------------- | -------------------------- | --------------- | ---- | ------------------------------------------------------------- | --- | --- | -------------------------------------------- |
| Burg Monschau                                                                 | Monschau                   | AC              | NRW  | Höhenburg                                                     | 13. Jh. | in großen Teilen erhalten, heute Jugendherberge, Altenheim |                                              |
| Haller                                                                        | Monschau                   | AC              | NRW  | Höhenburg, Wohnturm                                           | vermutlich 13. Jh. | Ruine |                                              |
| Kloster Reichenstein                                                          | Monschau                   | AC              | NRW  | Höhenburg                                                     | 11. Jh. | nichts erhalten, 1131/36 Schenkung an Prämonstratenserorden wegen ungünstiger strategischer Lage, überbaut mit Kloster                                          |                                              |
| Burg Nideggen                                                                 | Nideggen                   | DN              | NRW  | Höhenburg                                                     | 1177 | zu großen Teilen erhalten, Restaurant, Burgmuseum |                                              |
| Baarsberg, Burgwall                                                           | Bongard                    | DAU             | RP   | keltischer 60 m langer und ca. 7 m hoher Schutzwall, Zisterne | ca. 500 v.Chr | heute nur noch Geröllhalde, Zisterne zugeschüttet |                                              |
| Nideggen Ortsbefestigung                                                      | Nideggen                   | DN              | NRW  | Stadttore, Stadtmauer                                         | | zu großen Teilen erhalten |                                              |
| Burg Bourscheid                                                               | Burscheid                  | Kanton Diekirch | L    | Höhenburg                                                     | um 1000 | Teile erhalten |                                              |
| Schloss Burgau                                                                | Niederau                   | DN              | NRW  | Wasserburg                                                    | vor 13. Jh. | im Zweiten Weltkrieg zerstört, wiederaufgebaut |                                              |
| Bertradaburg                                                                  | Mürlenbach                 | DAU             | RP   | Höhenburg, Spornlage                                          | frühes Mittelalter, erste Erwähnung im 13. Jh.                                                                                   | restauriert, in weiten teilen erhalten |                                              |
| Burghaus Adenau                                                               | Adenau                     | AW              | RP   |                                                               | | |                                              |
| Burg Adenbach                                                                 | Ahrweiler                  | AW              | RP   | Niederungsburg, Ortslage                                      | Die Burg geht auf einen Herrensitz des ausgehenden Mittelalters zurück                                                           | ab Ende der 1980er Jahre Hotel |                                              |
| Ahrweiler Stadtbefestigung                                                    | Ahrweiler                  | AW              | RP   |                                                               | | |                                              |
| Burg Adendorf                                                                 | Wachtberg                  | SU              | NRW  | Wasserburg, Niederungsburg                                    | 1655–1670 | erhalten, keine Besichtigung |                                              |
| Herrenhaus Burg Altendorf                                                     | Altendorf                  | SU              | NRW  | Rittersitz                                                    | | |                                              |
| Alte Burg                                                                     | Lommersdorf                | EU              | NRW  | Spornburg                                                     | Spätmittelalter | geringe Reste | Bild gewünscht                               |
| Alte Burg                                                                     | Kerpen                     | DAU             | RP   |                                                               | | | Bild gewünscht                               |
| Alte Burg                                                                     | Insul                      | AW              | RP   |                                                               | | | Bild gewünscht                               |
| Alte Burg                                                                     | Reifferscheid              | AW              | RP   |                                                               | | | Bild gewünscht                               |
| Altburg (Altenburg; Burg Altendaun; Alte Burg; Aldenburg; Alteburg; Alt-Dune) | Schalkenmehren             | DAU             | RP   |                                                               | | | Bild gewünscht                               |
| Stadtburg Andernach                                                           | Andernach                  | MYK             | RP   |                                                               | | |                                              |
| Stadtbefestigung Andernach                                                    | Andernach                  | MYK             | RP   |                                                               | | |                                              |
| Burgus                                                                        | Bodenbach                  | DAU             | RP   |                                                               | | | Bild gewünscht                               |
| Altenburg                                                                     | Blankenheimerdorf          | EU              | NRW  | Niederungsburg, Motte                                         | 13. Jh. | teilweise erhalten | Bild gewünscht                               |
| Zehnbachhaus                                                                  | Blankenheimerdorf          | EU              | NRW  | Motte                                                         | | | Bild gewünscht                               |
| Österreichische Schanzenlinie                                                 | Blankenheimerdorf          | EU              | NRW  |                                                               | | | Bild gewünscht                               |
| Burg Are                                                                      | Altenahr                   | AW              | RP   | Höhenburg                                                     | vermutlich 1100 | Ruine |                                              |
| Burg Aremberg                                                                 | Aremberg                   | AW              | RP   | Höhenburg                                                     | 1166 erstmals erwähnt | Ruine |                                              |
| Haus Amstenrath                                                               | Eynatten                   | Kanton Eupen    | B    | Wasserburg                                                    | erstmals 1430 erwähnt | erhalten |                                              |
| Burg Arloff                                                                   | Arloff                     | EU              | NRW  | Wasserburg                                                    | Frühgotisch | in großen Teilen erhalten |                                              |
| Burg Arras                                                                    | Alf                        | COC             | RP   | Höhenburg                                                     | um 1100 | wesentliche Teile erhalten |                                              |
| Schloss Bassenheim                                                            | Bassenheim                 | MYK             | RP   |                                                               | | |                                              |
| Burg Bodendorf                                                                | Bad Bodendorf              | AW              | RP   | Wasserburg                                                    | 13. Jh. | teilweise erhalten, im 17. Jh. wieder aufgebaut |                                              |
| Burg Coraidelstein                                                            | Klotten                    | COC             | RP   | Höhenburg, Hanglage                                           | 960 (strittig) | Ruine |                                              |
| Burghaus Gymnich                                                              | Altenahr                   | AW              | RP   | Burghaus                                                      | vermutlich 14. Jh. | | Bild gewünscht                               |
| Burg Münstereifel                                                             | Bad Münstereifel           | EU              | NRW  | Hangburg                                                      | 13./14. Jh. | wesentliche Teile erhalten | Datei:Burg Münstereifel 004-.jpg             |
| Münstereifel Stadtbefestigung                                                 | Bad Münstereifel           | EU              | NRW  | Stadtmauer, Türme                                             | Spuren seit der Mittelsteinzeit, erste Siedlungsspuren Jungsteinzeit.                                                            | Stadtmauer vollständig erhalten, restauriert |                                              |
| Burg Berenstein                                                               | Bergstein                  | DN              | NRW  | Höhenburg                                                     | 1090 | Burgstall |                                              |
| Schloss Bekond                                                                | Bekond                     | TR              | RP   | Wasserschloss                                                 | 1635, 1710 erweitert | erhalten | Westansicht von Schloss Bekond in der Eifel. |
| Burg Bell                                                                     | Bell                       | MYK             | RP   | castellum, befestigtes Gut                                    | 1263 | Teilweise erhalten | Bild gewünscht                               |
| Bewershof                                                                     | Nideggen                   | DN              | NRW  | Herrenhaus                                                    | 17. – 18. Jh. | erhalten |                                              |
| Burg Mechernich                                                               | Berg                       | EU              | NRW  | Wasserburg                                                    | um 1200 | erhalten oder wesentliche Teile erhalten |                                              |
| Stadtmauer Bitburg                                                            | Bitburg                    | BIT             | RP   | Stadtmauer römisch bis mittelalterlich                        | ab 4. Jh. | Reste |                                              |
| Burg Blankenheim                                                              | Blankenheim                | EU              | NRW  | Höhenburg                                                     | 1115 | wesentliche Teile erhalten |                                              |
| Blankenheim Talbefestigung                                                    | Blankenheim                | EU              | NRW  |                                                               | | |                                              |
| Schloss Burgbrohl                                                             | Burgbrohl                  | AW              | RP   |                                                               | 1689 zerstört, im 18. Jh. stark erweitert                                                                                        | erhalten |                                              |
| Burg Binningen                                                                | Binningen                  | COC             | RP   | Burg (?)                                                      | !7. Jh. (?) | Reste | Bild gewünscht                               |
| Burg Bischofstein                                                             | Münstermaifeld             | MYK             | RP   | Spornburg                                                     | 1273 (älter) | 1930 neu aufgebaut |                                              |
| Burg Blens                                                                    | Blens                      | DN              | NRW  | Höhenburg                                                     | um 1100 | erhalten oder wesentliche Teile erhalten |                                              |
| Wasserburg Bruch                                                              | Bruch                      | WIL             | RP   | Wasserburg, Niederungsburg                                    | 14. Jahrhundert | wesentliche Teile erhalten |                                              |
| Schloss Bürresheim                                                            | St. Johann                 | MYK             | RP   | Spornburg, Höhenlage                                          | 12. Jh. | in ursprünglicher Bausubstanz erhalten |                                              |
| Ortsbefestigung Bad Bodendorf                                                 | Bad Bodendorf              | AW              | RP   |                                                               | | | Bild erwünscht                               |
| Burg Bollendorf                                                               | Bollendorf                 | BIT             | RP   | Niederungsburg                                                | ca. 700 | wesentliche Teile erhalten |                                              |
| ehem. Wasserburg Embken                                                       | Embken                     | DN              | NRW  | Wasserburg                                                    | 16. bis 18. Jh. | mehrfach umgebaut, erhalten |                                              |
| Burg Lantershofen                                                             | Lantershofen               | AW              | RP   |                                                               | 1376/1708 | |                                              |
| Burg Pissenheim                                                               | Muldenau                   | DN              | NRW  | Niederungsburg                                                | 1500 etwa | Wesentliche Teile erhalten |                                              |
| Burghaus Burgsahr                                                             | Kirchsahr                  | AW              | RP   |                                                               | 17. Jh. | erhalten |                                              |
| Burberg, römische Höhenbefestigung                                            | Burberg                    | DAU             | RP   |                                                               | | | Bild gewünscht                               |
| Dasburg                                                                       | Dasburg                    | BIT             | RP   | Höhenburg                                                     | 13. Jh. | Mauerreste |                                              |
| Schloss Clerf                                                                 | Clerf                      | Kanton Clerf    | L    | Schlossburg                                                   | 12. Jh. oder früher | 1944 durch deutsche Truppen massiv zerstört, Wiederaufbau 1994 abgeschlossen                                                                                    |                                              |
| Reichsburg Cochem                                                             | Cochem                     | COC             | RP   | Höhenburg                                                     | um 1100, 17. Jh. zerstört, 1868–1877 wiederaufgebaut                                                                             | neugotischer Stil, erhalten |                                              |
| Schloss Bracht                                                                | Bracht                     | Kanton St. Vith | B    | Schloss                                                       | 1782–1785 | erhalten |                                              |
| Stadtbefestigung Cochem                                                       | Cochem                     | COC             | RP   |                                                               | | |                                              |
| Burg Daun mit Burgmannshäuser, Burghof und Waldenhof                          | Daun                       | DAU             | RP   | Höhenburg                                                     | um 1000 | mehrfach zerstört und wieder aufgebaut, erhalten: Ringmauer, Basteitürmchen. Es konnte auch eine keltische Fliehburg von 700 v.Chr nachgewiesen werden überbaut |                                              |
| Burg Densborn                                                                 | Densborn                   | DAU             | RP   | Burg                                                          | spätestens 13. Jh. | Teilruine |                                              |
| Schloss Dodenburg                                                             | Dodenburg                  | WIL             | RP   | Wasserburg,                                                   | 16. Jh., 1891 in Formen der deutschen Renaissance verändert                                                                      | erhalten |                                              |
| Burg Dohm                                                                     | Dohm-Lammersdorf           | DAU             | RP   | Burg, vielleicht Wasserburg                                   | | Reste der Ringmauer | Bild gewünscht                               |
| Burg Dollendorf                                                               | Blankenheim (Ahr)          | EU              | NRW  | Höhenburg                                                     | um 893 | Mauer und Turmreste |                                              |
| Dreiser Burg                                                                  | Dreis-Brück                | DAU             | RP   | Burghaus                                                      | 1579 | Vollständig erhalten und restauriert, Privatbesitz, Wohnungen                                                                                                   |                                              |
| Burg Dreimühlen                                                               | Ahütte                     | DAU             | RP   | Höhenburg                                                     | 13. Jh. | Ruine |                                              |
| Burg Dreiborn                                                                 | Dreiborn                   | EU              | RP   | Wasserburg                                                    | Mittelalter | erhalten |                                              |
| Schloss Dreis                                                                 | Dreis                      | WIL             | RP   | zweieinhalbgeschossige mehrflügelige Anlage                   | 1774 | |                                              |
| Burg Drove                                                                    | Drove                      | DN              | NRW  | Wasserburg, Niederungsburg                                    | 1728–1741 | erhalten oder wesentliche Teile erhalten |                                              |
| Motte bei Drove                                                               | Drove                      | DN              | NRW  | Motte                                                         | erstmals 13. Jh. erwähnt | 1643 bis 1673 zerstört, abgetragen im 19. Jh. heute nur noch Mottenhügel                                                                                        |                                              |
| Burg Dudeldorf                                                                | Dudeldorf                  | BIT             | RP   | Ortslage                                                      | 1100–1200 | wesentliche Teile erhalten |                                              |
| Stadtbefestigung Dudeldorf                                                    | Dudeldorf                  | BIT             | RP   | Stadtmauer Stadttor                                           | 1345 | teilweise erhalten |                                              |
| Schloss Eicks                                                                 | Eicks                      | EU              | NRW  | Wasserburg                                                    | 1344 | 1365 zerstört, 1680 wieder aufgebaut mit den alten Materialien                                                                                                  |                                              |
| Burg Eltz                                                                     | Wierschem                  | MYK             | RP   | Höhenburg                                                     | ab 12. Jh. | vollständig erhalten |                                              |
| Entersburg                                                                    | Hontheim                   | WIL             | RP   | Spornburg                                                     | ab 11. Jh. | 1138 zerstört, Burgstall, geringe Reste |                                              |
| Eyneburg                                                                      | Hergenrath                 | Kanton Eupen    | B    | Höhenburg                                                     | erstmals 1260 erwähnt | erhalten |                                              |
| Burg Falkenstein                                                              | Waldhof-Falkenstein        | BIT             | RP   | Höhenburg, Spornlage                                          | erste Hälfte 12. Jh. | wesentliche Teile erhalten |                                              |
| Burg Firmenich                                                                | Firmenich                  | EU              | NRW  | Ortslage                                                      | 1500 bis 1600 | wesentliche Teile erhalten |                                              |
| Burg Freilingen                                                               | Freilingen                 | DAU             | RP   | Niederungsburg, Ortslage                                      | 14. Jh. | abgetragen, Burgstall | Bild gewünscht                               |
| römische (keltische?) Fluchtburg                                              | Auw an der Kyll            | BIT             | RP   | zwischen Auw und Preist                                       | | | Bild gewünscht                               |
| Freudenkoppe                                                                  | Neroth                     | DAU             | RP   | Höhenburg                                                     | 1337–1340 | Ruine |                                              |
| Burg Freudenstein                                                             | Brockscheid                | DAU             | RP   |                                                               | 1340 | auf halbem Weg in Richtung Liesertal sind die Fundamente zu finden                                                                                              | Bild gewünscht                               |
| Schloss Föhren                                                                | Föhren                     | TR              | RP   | Burg                                                          | 1340, umgebaut 1663 | erhalten |                                              |
| Schloss Gelsdorf                                                              | Gelsdorf                   | AW              | NRW  | Schloss                                                       | 13. Jh., Schloss 1766 | 1980er bis 1990er Jahren restauriert, Privatbesitz |                                              |
| Genovevaburg                                                                  | Mayen                      | MYK             | RP   | Burg, Schloss                                                 | erstmals 1281 | weitgehend erhalten, Eifelmuseum mit Deutschem Schiefermuseum                                                                                                   |                                              |
| Burg Gerolstein                                                               | Gerolstein                 | DAU             | RP   | Höhenburg                                                     | 110–1200 | Mauerreste, Turmreste |                                              |
| Gerolstein Ortsbefestigung                                                    | Gerolstein                 | DAU             | RP   |                                                               | | |                                              |
| Ringwallanlage                                                                | Borler                     | DAU             | RP   | Ringwall                                                      | vermutlich frühkeltisch | | Bild gewünscht                               |
| Ringwall Dietzenley                                                           | Gerolstein                 | DAU             | RP   | Eisenzeitlicher Ringwall                                      | | Reste | Bild gewünscht                               |
| Ringwall am Hardtberg                                                         | Heilenbach                 | BIT             | RP   | Ringwall, keltisch?                                           | | | Bild gewünscht                               |
| Burg Gödersheim                                                               | Wollersheim                | DN              | NRW  | Wasserburg                                                    | erstmals 1343 | Reste der Ringmauer und der stark überformte Torbau |                                              |
| Haus Gronau                                                                   | Hürtgenwald                | DN              | NRW  | Wasserburg                                                    | ca. 17. oder 18. Jh. | erhalten |                                              |
| Burg Gudenau                                                                  | Wachtberg                  | SU              | NRW  | Wasserburg                                                    | 120–1250 | erhalten |                                              |
| Schloss Hamm                                                                  | Hamm                       | BIT             | RP   | Höhenburg                                                     | 11. Jh. | 1945 durch Feuer zerstört hinter der Fassade, Neubau aus den 1960er Jahren                                                                                      |                                              |
| Hardtburg                                                                     | Stotzheim                  | EU              | NRW  | Wasserburg, Niederungsburg                                    | 11. oder 12. Jh. | gut erhaltene Ruine |                                              |
| Burg Hartelstein                                                              | Schwirzheim                | BIT             | RP   |                                                               | | | Bild gewünscht                               |
| Burg Hausen                                                                   | Hausen                     | DN              | NRW  | Wasserburg                                                    | vor 1348 | wesentliche Teile erhalten |                                              |
| Burg Hengebach                                                                | Heimbach                   | EU              | NRW  | Höhenburg                                                     | vor 1348 | wesentliche Teile erhalten |                                              |
| Haus Heppingen (Schloss Metternich)                                           | Heppingen                  | AW              | RP   | ehem. Wasserschloss                                           | | |                                              |
| Heimersheim, Ortsbefestigung                                                  | Heimersheim                | AW              | RP   |                                                               | | |                                              |
| Burg Heistard                                                                 | Holzheim                   | EU              | NRW  | Wasserburg, Niederungsburg                                    | um 1333 | Rundturm |                                              |
| Burg Hillesheim                                                               | Hillesheim                 | DAU             | RP   | Burg                                                          | vor 1306 | oberirdisch keine Reste erhalten | Bild gewünscht                               |
| Stadtbefestigung Hillesheim                                                   | Hillesheim                 | DAU             | RP   |                                                               | spätestens 2. Hälfte 13. Jh. | ansehnliche Reste erhalten |                                              |
| Burg Holzheim                                                                 | Heistern                   | DN              | NRW  | Niederungsburg                                                | 1333 | erhalten oder wesentliche Teile erhalten |                                              |
| Burg Hüngersdorf                                                              | Hüngersdorf                | DAU             | RP   |                                                               | vermutlich 13. Jh. | Burgstall | Bild gewünscht                               |
| Icorigium, römisches Kastell                                                  | Jünkerath                  | DAU             | RP   | Kastell                                                       | Beginn 4. Jh. | keine oberirdisch Reste erhalten |                                              |
| Römisches Kastell                                                             | Bitburg                    | BIT             | RP   |                                                               | | | Bild gewünscht                               |
| Johanniterkomturei                                                            | Adenau                     | AW              | RP   | Herrenhaus mit Wirtschaftshof                                 | spätestens 12. Jh. | teilweise erhalten, heute für Veranstaltungen genutzt |                                              |
| Johanniterkomturei                                                            | Roth an der Our            | BIT             | RP   | Komturei/Kommende des Templerordens                           | erbaut erste Hälfte 12. Jh. | 12. Jh. mehrfach zerstört, umgebaut und 1962 wieder aufgebaut                                                                                                   |                                              |
| Schloss Jünkerath (Glaader Burg)                                              | Jünkerath                  | DAU             | RP   | 1726–1737 umgebaut                                            | 1737 nach Blitzschlag abgebrannt                                                                                                 | Mauerreste |                                              |
| Manderscheidsche Burg Kail                                                    | Oberkail                   | BIT             | RP   | Wasserburg                                                    | 1340 | 1809 teilweise abgerissen | Bild gewünscht                               |
| Burg Kallmuth                                                                 | Kallmuth                   | EU              | NRW  | Niederungsburg                                                | 13. Jh. | erhalten |                                              |
| Keltischer Ringwall                                                           | Steineberg                 | DAU             | RP   | Ringwall                                                      | 500 oder 300 bis 100 vor Chr. | | Bild gewünscht                               |
| keltische Fliehburg Hicastel                                                  | Olmscheid                  | BIT             | RP   | Fliehburg und römische Wehranlage                             | 6. Jh. v. Chr. | | Bild gewünscht                               |
| keltische Fliehburg                                                           | Schönecken                 | BIT             | RP   | Fliehburg                                                     | 400 v. Chr. bis 100 n. Chr. | Dolomitblöcke | Bild gewünscht                               |
| Burg Kemplon                                                                  | Cochem                     | COC             | RP   | Herrenhaus mit massivem Wehrturm                              | 866 (Ersterwähnung) bis 1623 (Abbruch, die Steine wurden für das an gleicher Stelle errichtete Kapuzinerkloster wiederverwendet) | | Bild gewünscht                               |
| Kasselburg                                                                    | Meuspath                   | AW              | RP   |                                                               | | | Bild gewünscht                               |
| Kasselburg                                                                    | Pelm                       | DAU             | RP   | Höhenburg                                                     | 1100 bis 1200 | wesentliche Teile erhalten |                                              |
| Katzenberg, Römerwarte                                                        | Mayen                      | MYK             | RP   |                                                               | | | Bild gewünscht                               |
| Kastellberg, Burgwall                                                         | Hörschhausen               | DAU             | RP   |                                                               | | | Bild gewünscht                               |
| Stadtbefestigung                                                              | Mayen                      | MYK             | RP   |                                                               | | |                                              |
| Burg Kempenich                                                                | Kempenich                  | AW              | RP   | Höhenburg                                                     | um 1200 erstmals erwähnt | teilweise zerstört, teilweise wieder aufgebaut |                                              |
| Burg Kerpen                                                                   | Kerpen                     | DAU             | RP   | Höhenburg, Spornlage                                          | um 1150 | wesentliche Teile erhalten |                                              |
| Talbefestigung                                                                | Kerpen                     | DAU             | RP   |                                                               | | | Bild gewünscht                               |
| Frühmittelalterliche Burg und salierzeitliche Turmburg                        | Kerpen                     | DAU             | RP   | Burg                                                          | 10. und 11. Jh. | | Bild gewünscht                               |
| Burg Kinheim                                                                  | Kinheim                    | WIL             | RP   | Burg                                                          | 12. Jh. | Reste, Turm |                                              |
| Burg Kirspenich                                                               | Kirspenich                 | EU              | NRW  | Wasserburg                                                    | zweite Hälfte 12. Jh. | wesentliche Teile erhalten |                                              |
| Wasserburg Klüsserath                                                         | Klüsserath                 | TR              | RP   | Wasserburg                                                    | 12, bis 13. Jh., Keller aus dem 7. Jh.                                                                                           | erhalten |                                              |
| Knoppenburg urspr. „Hof auf der Heyde“                                        | Neudorf                    | Kanton Eupen    | B    |                                                               | 16. Jh. | erhalten |                                              |
| Niederburg Kobern                                                             | Kobern-Gondorf             | MYK             | RP   | Höhenburg                                                     | | Ruine |                                              |
| Oberburg Kobern                                                               | Kobern-Gondorf             | MYK             | RP   | Höhenburg                                                     | | teilweise erhalten |                                              |
| Burg Kommern                                                                  | Kommern                    | EU              | NRW  | Höhenburg Ortslage                                            | um 1350 | erhalten oder wesentliche Teile erhalten |                                              |
| Hochburg Kordel                                                               | Kordel                     | TR              | RP   |                                                               | | |                                              |
| Burg Kreuzberg                                                                | Kreuzberg                  | AW              | RP   | Höhenburg                                                     | ab 14. Jh., mehrfach umgebaut | wesentliche Teile erhalten |                                              |
| Schloss Kewenig                                                               | Körperich                  | BIT             | RP   | Wasserburg                                                    | 1231 erstmals erwähnt | 1816 zerfallen und wurde 1890 bis 1891 erweitert. Bei einem Brand 2013 enormer Schaden                                                                          |                                              |
| Kronenburg                                                                    | Kronenburg                 | EU              | NRW  | Burg und Ortsbefestigung                                      | 13. Jh. | Ruine |                                              |
| Burg Kreuzau                                                                  | Kreuzau                    | DN              | NRW  | Höhenburg                                                     | um 1330 | erhalten oder wesentliche Teile erhalten |                                              |
| Kyllburg                                                                      | Kyllburg                   | BIT             | RP   | Höhenburg, Ortslage                                           | 1239 | teilweise erhalten |                                              |
| Burg Laach                                                                    | Kruft                      | MYK             | RP   | Höhenburg, Spornlage, Motte                                   | 11. Jh. | Burgstall | Bild gewünscht                               |
| Laufenburg                                                                    | Langerwehe                 | DN              | NRW  | Höhenburg                                                     | vor 1100 | erhalten oder wesentliche Teile erhalten |                                              |
| Burg Landskron                                                                | Bad Neuenahr-Ahrweiler     | AW              | RP   |                                                               | | |                                              |
| Schloss Liebieg                                                               | Kobern-Gondorf             | MYK             | RP   | Niederburg                                                    | 1255–1272 als Burg errichtet | umgestaltet, restauriert, in Privatbesitz |                                              |
| Stadtmauer Edinger                                                            | Ediger-Eller               | COC             | RP   | Stadtbefestigung                                              | ab 1362 | |                                              |
| Burg Lehmen                                                                   | Lehmen                     | MYK             | RP   | 18. Jh.                                                       | 18. Jh. | | Bild gewünscht                               |
| Wohnturm Hofgut Lehmen                                                        | Ediger-Eller               | COC             | RP   | Befestigter romanischer Wohnturm                              | 1233/34 | Ruine |                                              |
| Burg Lindweiler                                                               | Lindweiler                 | EU              | NRW  | Wasserburg                                                    | vermutlich 13. Jh. | niedergelegt | Bild gewünscht                               |
| Burg Lissingen                                                                | Gerolstein                 | DAU             | RP   | Wasserburg                                                    | 13. Jh. | vollständig erhalten |                                              |
| Burg Ließem                                                                   | Ließem                     | BIT             | RP   | ehemalige Wasserburg                                          | 2. Hälfte 14. Jahrhundert | einige Umbauten, größtenteils erhalten |                                              |
| Schloss Lieser                                                                | Lieser                     | WIL             | RP   | Schloss                                                       | 1884–1887 an der Stelle des 1710 gebauten Hofhauses                                                                              | erhalten |                                              |
| Schloss Lontzen                                                               | Lontzen                    | Kanton Eupen    | B    |                                                               | vor 1286 | |                                              |
| Löwenburg                                                                     | Monreal                    | MYK             | RP   | Höhenburg, Spornlage                                          | 13. Jh. | Ruine |                                              |
| Phillipsburg                                                                  | Monreal                    | MYK             | RP   | Höhenburg, Spornlage                                          | 13. Jh. | Ruine |                                              |
| Niederburg und Talbefestigung Manderscheid                                    | Manderscheid               | WIL             | RP   | Höhenburg                                                     | 1133 oder 1173 | Ruine |                                              |
| Oberburg Manderscheid                                                         | Manderscheid               | WIL             | RP   | Höhenburg                                                     | 1141–1146 | Ruine |                                              |
| Burg Mauel                                                                    | Gemünd                     | EU              | NRW  | Niederungsburg ?                                              | erstmals erwähnt 1353 | Standort nicht sicher, keine Reste, überbaut | Bild gewünscht                               |
| Ortsbefestigung Monreal                                                       | Monreal                    | MYK             | RP   |                                                               | | | Bild gewünscht                               |
| Schloss Monaise                                                               | Euren                      | TR              | RP   | Schloss                                                       | 1779–1783 | erhalten |                                              |
| Martberg, keltisches Oppidum                                                  | Pommern                    | COC             | RP   |                                                               | | | Bild gewünscht                               |
| Burg Münchhausen                                                              | Wachtberg                  | SU              | NRW  | Wasserburg, Niederungsburg                                    | 893 | in großen Teilen erhalten |                                              |
| Wasserburg Musweiler                                                          | Musweiler                  | WIL             | RP   | Wasserburg                                                    | | | Bild gewünscht                               |
| Stadtbefestigung Münstermaifeld                                               | Münstermaifeld             | MYK             | RP   |                                                               | | | Bild gewünscht                               |
| Untere Burg Antweiler                                                         | Antweiler                  | EU              | NRW  | Wasserburg                                                    | 16. Jh. | erhalten oder wesentliche Teile erhalten |                                              |
| Schloss Malberg                                                               | Malberg                    | BIT             | RP   | Schloss                                                       | Vorgänger 1203 abgerissen, 1224 Nachfolgebau, 1588 umgebaut                                                                      | |                                              |
| Burg Mirbach                                                                  | Mirbach                    | DAU             | RP   |                                                               | | Auf den Resten von historischen Grundmauern wurde eine künstliche Ruine erbaut.                                                                                 | Bild gewünscht                               |
| Festung Mont Royal                                                            | Traben-Trarbach            | WIL             | RP   | Festung                                                       | 1687 bis 1698 | Ruine, wenige Mauerreste |                                              |
| Schloss Merkelshausen                                                         | Oberpierscheid             | BIT             | RP   | Jagdschloss                                                   | 1892 bis 1893 | | Bild gewünscht                               |
| Schloss Merode                                                                | Merode                     | DN              | NRW  | Wasserburg                                                    | erstmals erwähnt 1170 | durch einen Großbrand 2000 erheblich beschädigt, aber wieder aufgebaut worden                                                                                   |                                              |
| Burg Namedy                                                                   | Namedy                     | MYK             | RP   | Wasserburg, Barockschloss                                     | 14. Jh. | erhalten |                                              |
| Burg Neuenahr                                                                 | Bad Neuenahr               | AW              | RP   | Höhenburg                                                     | um 1225 | Ruine | Bild gewünscht                               |
| Burg Neublankenheim                                                           | Leudesdorf                 | DAU             | NRW  | Höhenburg                                                     | 13. oder 14. Jh. | Ruine |                                              |
| Neuerburg                                                                     | Neuerburg                  | BIT             | RP   | Höhenburg, Hanglage                                           | 892 / 1132 | erhalten oder wesentliche Teile erhalten |                                              |
| Neuerburg                                                                     | Neuerburg, Wittlich        | WIL             | RP   | Höhenburg                                                     | 1140–1146 | Ruine, Reste | Bild gewünscht                               |
| Burg Neuweiler                                                                | Blankenheim                | EU              | NRW  | Höhenburg                                                     | 11. Jh. | geringe Reste |                                              |
| Burg Niederbettingen an der Kyll                                              | Niederbettingen            | DAU             | RP   | Höhenburg                                                     | spätestens 13. Jh. | Ruine |                                              |
| Schloss Niederweis                                                            | Niederweis                 | BIT             | RP   |                                                               | 1551 | erhalten |                                              |
| Burg Bettingen                                                                | Bettingen                  | BIT             | RP   | Burg                                                          | 13. Jh. | Ruine |                                              |
| Ortsbefestigung                                                               | Niederbettingen            | DAU             | RP   | teilweise Wasserburg                                          | | Rest der Umfassungsmauer der hochmittelalterlichen ehemaligen Wasserburg                                                                                        |                                              |
| Nürburg                                                                       | Nürburg                    | AW              | RP   | Höhenburg, Gipfellage                                         | um 1166 | Ruine |                                              |
| Schloss Oberhausen                                                            | Oberhausen                 | Kanton St. Vith | B    | Schloss                                                       | 18. Jh. | erhalten |                                              |
| Schloss Oberehe                                                               | Oberehe                    | DAU             | RP   |                                                               | | |                                              |
| Burg Odenhausen                                                               | Wachtberg-Berbum           | SU              | NRW  | Hohenburg (Wasserburg) davor Motte                            | 1000–1100 | erhalten |                                              |
| Burg Olbrück                                                                  | Niederdürenbach            | AW              | RP   | Höhenburg                                                     | um 1100 | Ruine |                                              |
| Burg Ouren                                                                    | Ouren                      | Kanton St. Vith | B    | Höhenburg, Ortslage                                           | 12. Jh. | Ruine |                                              |
| Schloss Marienfels                                                            | Remagen                    | AW              | RP   | Neugotisch                                                    | 1859 | erhalten |                                              |
| Burg Pfalzel                                                                  | Pfalzel                    | TR              | RP   | Burg                                                          | 1131–1152 über römischen Palatiolum                                                                                              | mehrfach eingeäschert, aufgebaut, geringe Reste |                                              |
| Stadtbefestigung/Festung Pfalzel                                              | Pfalzel                    | TR              | RP   |                                                               | | |                                              |
| Burg Prüm                                                                     | Prüm                       | BIT             | RP   | Residenz und Benediktinerkloster                              | | | Bild gewünscht                               |
| Prümerburg                                                                    | Prümzurlay                 | BIT             | RP   | Höhenburg                                                     | um 1100 bis 1200 | Ruine |                                              |
| Burg Pützfeld                                                                 | Ahrbrück                   | AW              | RP   | Niederungsburg                                                | um 1222 | Mauerreste | Bild gewünscht                               |
| Burg Pyrmont                                                                  | Roes                       | COC             | RP   | Höhenburg                                                     | Ende 12. Jh. | in Teilen erhalten, Sicherungsarbeiten, Wiederaufbau ist im Gange                                                                                               |                                              |
| Quinter Schloss                                                               | Quint                      | TR              | RP   | Schloss                                                       | 18. Jh. | erhalten |                                              |
| Burg Ramstein                                                                 | Kordel                     | TR              | RP   | Höhenburg                                                     | 10., Nachfolgebau 14. Jh. | Ruine |                                              |
| Burg Reetz                                                                    | Reetz                      | EU              | NRW  | Burghaus                                                      | 16. Jh. | erhalten |                                              |
| Burg Raaf                                                                     | Eynatten                   | Kanton Eupen    | B    | Wasserburg                                                    | 14, Jh. | Ruine |                                              |
| Burg Raeren                                                                   | Raeren                     | Kanton Eupen    | B    | Wasserburg                                                    | um 1350 | erhalten oder wesentliche Teile erhalten |                                              |
| Haus Raeren                                                                   | Raeren                     | Kanton Eupen    | B    | Wasserburg                                                    | 14. Jh. | in seiner ursprünglichen Form erhalten, Privatbesitz |                                              |
| Burg Reifferscheid                                                            | Reifferscheid              | EU              | NRW  | Höhenburg                                                     | erstmals 1106 erwähnt | Ruine |                                              |
| Reifferscheid Talbefestigung                                                  | Reifferscheid              | EU              | NRW  |                                                               | | | Bild gewünscht                               |
| Belagerungsburg gegen Reifferscheid                                           | Reifferscheid              | EU              | NRW  |                                                               | | | Bild gewünscht                               |
| Burg Reinhardstein                                                            | Ovifat                     | Kanton Malmedy  | B    | Höhenburg                                                     | 1354 | erhalten oder wesentliche Teile erhalten |                                              |
| Burg Reuland                                                                  | Burg-Reuland               | Kanton St. Vith | B    | Höhenburg, Ortslage                                           | 11. bis 12. Jh. | Ruine |                                              |
| Ringwall                                                                      | Weinersheim                | BIT             | RP   | Ringwall                                                      | | | Bild gewünscht                               |
| Burg Ripsdorf                                                                 | Ripsdorf                   | EU              | NRW  |                                                               | vermutlich 13. Jh. | Burgstall | Bild gewünscht                               |
| Burg Rittersdorf                                                              | Rittersdorf                | BIT             | RP   | Niederungsburg, Ortslage                                      | 1263 | erhalten |                                              |
| Burg Rohr                                                                     | Rohr                       | EU              | NRW  | Ortslage                                                      | vermutlich 13. Jh. | Burgstall, geringe Reste |                                              |
| Burg Rolandseck                                                               | Rolandswerth               | AW              | RP   | Höhenburg                                                     | 1122, vielleicht 1040 | 1445 zerstörte Ruine |                                              |
| Saffenburg                                                                    | Mayschoß                   | AW              | RP   | Höhenburg                                                     | um 1047 | Ruine |                                              |
| Burg Satzvey                                                                  | Satzvey                    | EU              | NRW  | Wasserburg                                                    | 12. Jh. | erhalten |                                              |
| Schloss Schleiden                                                             | Schleiden                  | EU              | NRW  | Höhenburg                                                     | 12. Jh. | erhalten |                                              |
| Talbefestigung Schleiden                                                      | Schleiden                  | EU              | NRW  |                                                               | | | Bild gewünscht                               |
| Burg Schmidtheim                                                              | Schmidtheim                | EU              | NRW  | Burg                                                          | 12. Jh. | Grundmauern | Bild gewünscht                               |
| Schloss Schmidtheim                                                           | Schmidtheim                | EU              | NRW  | Wasserschloss                                                 | zwischen 16. und 18. Jh. | Wohnturm erhalten |                                              |
| Haus Schneidhausen                                                            | Kreuzau                    | DN              | NRW  | Herrensitz                                                    | 1743 | erhalten |                                              |
| Burg Schönecken                                                               | Schönecken                 | BIT             | RP   | Höhenburg                                                     | um 1230 | Ruine |                                              |
| Schwedenfeste (Bauernburg)                                                    | Kirchweiler                | DAU             | RP   |                                                               | 1743 | | Bild gewünscht                               |
| Burg Seinsfeld                                                                | Seinsfeld                  | BIT             | RP   | Wasserburg                                                    | um 1325 | wesentliche Teile erhalten |                                              |
| ehemalige Burg Simonskall                                                     | Simonskall                 | DN              | NRW  | Niederungsburg                                                | 1643 | |                                              |
| Schloss Thor                                                                  | Astenet                    | Kanton Eupen    | B    |                                                               | 14. Jh. | erhalten |                                              |
| Burg Tomburg                                                                  | Wormersdorf                | SU              | NRW  | Höhenburg                                                     | um 900 | Ruine, Reste des Bergfrieds, Brunnen |                                              |
| Stadtbefestigung Remagen                                                      | Remagen                    | AW              | RP   | Stadtmauer etc.                                               | ab 1357 | Teile noch sichtbar |                                              |
| Burg Stockem                                                                  | Eupen                      | Kanton Eupen    | B    | Niederungsburg                                                | 18. bis 19. Jh. | erhalten oder wesentliche Teile erhalten |                                              |
| Stolzenburg                                                                   | zwischen Sötenich und Urft | EU              | NRW  | Höhenburg                                                     | | Ruine |                                              |
| Burg Stolberg                                                                 | Stolberg                   | AC              | NRW  | Höhenburg                                                     | 12. Jh. | mehrfach zerstört und wiederaufgebaut, heute im Gesamtbild erhalten                                                                                             |                                              |
| Stromberg                                                                     | Nähe Ripsdorf              | EU              | NRW  | Höhenburg, Motte                                              | | Reste, könnte bis in die Keltenzeit reichen | Bild gewünscht                               |
| Burg Tandel                                                                   | Tandel                     | Kanton Vianden  | L    | Höhenburg                                                     | 7.–9. Jh. Hölzernes Bauwerk, 10. Jh. Burg errichtet                                                                              | mehrfach umgebaut, erweitert, Ruine |                                              |
| Burg Trutzeltz                                                                | Wierschem                  | MYK             | RP   |                                                               | | |                                              |
| Ulmener Burgen                                                                | Ulmen                      | COC             | RP   | Höhenburg                                                     | 12. bis 13. Jh. | Ruine |                                              |
| Talbefestigung Ulmen                                                          | Ulmen                      | COC             | RP   |                                                               | | | Bild gewünscht                               |
| Burg Untermaubach                                                             | Kreuzau                    | DN              | NRW  | Höhenburg                                                     | 1350 | erhalten oder wesentliche Teile erhalten |                                              |
| Burg Obermaubach                                                              | Kreuzau                    | DN              | NRW  | Turmhügelburg                                                 | 1152 | kaum Reste | Bild gewünscht                               |
| Viereckschanze                                                                | Eisenach                   | BIT             | RP   |                                                               | späte Latènezeit | | Bild gewünscht                               |
| Burg Vianden                                                                  | Vianden                    | Kanton Vianden  | L    | Höhenburg                                                     | um 1000 bis 1100 | erhalten oder in wesentlichen Teilen erhalten |                                              |
| Schloss Vehn                                                                  | Sinzig                     | AW              | RP   | Wasserburg, Schloss                                           | erstmals 1019 erwähnt | mehrfach umgebaut, erhalten |                                              |
| Schloss Vettelhoven                                                           | Vettelhoven                | AW              | RP   | Schloss                                                       | 1890 | |                                              |
| Burg Vettelhoven                                                              | Vettelhoven                | AW              | RP   | Burghaus mit Eckturm,                                         | 15. Jh. | | Bild gewünscht                               |
| Schwedenschanze                                                               | Hillesheim                 | DAU             | RP   |                                                               | Frühe Neuzeit | keine sichtbaren Reste erhalten | Bild gewünscht                               |
| Burg Veynau                                                                   | Wißkirchen                 | EU              | NRW  | Wasserburg, Niederungsburg                                    | um 1340 | erhalten oder wesentliche Teile erhalten |                                              |
| Schloss Wachendorf                                                            | Mechernich                 | EU              | NRW  | Schloss                                                       | Das heutige Schloss entstand um 1780.                                                                                            | erhalten, Trauungsort des Standesamts Mechernich und Zen-Tempel                                                                                                 |                                              |
| Virneburg                                                                     | Virneburg                  | MYK             | RP   | Höhenburg                                                     | zweite Hälfte 12. Jh. | Ruine |                                              |
| Schloss Vischel                                                               | Vischel                    | AW              | RP   | Wasserschloss                                                 | 9. Jh. | Das heutige Schloss wurde 1829 errichtet. |                                              |
| Burg Vlatten                                                                  | Vlatten                    | DN              | NRW  | Niederungsburg                                                | vor 1331 | erhalten oder wesentliche Teile erhalten |                                              |
| Vlattenhaus                                                                   | Eynatten                   | Kanton Eupen    | B    | Wasserburg                                                    | 14. Jh. | zerstört, Reste, Wiederaufbau |                                              |
| Waldenburghaus urspr. „Schloss Merols“                                        | Kettenis                   | Kanton Eupen    | B    |                                                               | erstmals 1266 erwähnt | erhalten |                                              |
| Schloss Wallerode                                                             | St. Vith                   | Kanton St. Vith | B    | Höhenburg                                                     | 17. Jh. | erhalten |                                              |
| Burghaus Wassenach                                                            | Wassenach                  | AW              | RP   |                                                               | 1772 | erhalten |                                              |
| Schloss Weilerbach                                                            | Bollendorf                 | TR              | RP   | Wasserschloss                                                 | 1777–1780 | erhalten |                                              |
| Schloss Weims                                                                 | Kettenis                   | Kanton Eupen    | B    |                                                               | erstmals 1334 erwähnt | erhalten |                                              |
| Weißer Turm                                                                   | Ahrweiler                  | AW              | RP   | Wohnturm                                                      | 13. Jh. | erhalten |                                              |
| Weißer Turm                                                                   | Weißenthurm                | MYK             | RP   | Zoll- und Wohnturm                                            | frühes 15. Jh. | erhalten |                                              |
| Burg Welschbillig                                                             | Welschbillig               | TR              | RP   | Wasserburg                                                    | 12. Jh. | Ruine |                                              |
| Wehranlage mit Wallgräben auf dem Ritschberg                                  | Oberweiler                 | BIT             | RP   |                                                               | vorchristliche Zeit | | Bild gewünscht                               |
| Winneburg                                                                     | Cochem                     | COC             | RP   |                                                               | | |                                              |
| Wensburg                                                                      | Lind                       | AW              | RP   | Spornburg                                                     | 13. bis 14. Jh. | Ruine |                                              |
| Burg Wernerseck                                                               | Ochtendung                 | MYK             | RP   | Höhenburg                                                     | 1202 | Ruine |                                              |
| Burg Wildenburg                                                               | Hellenthal                 | EU              | NRW  | Höhenburg. Spornlage                                          | 1202–1235 | erhalten |                                              |
| Wildenburg                                                                    | Bürvenich                  | EU              | NRW  |                                                               | 11.–12. Jh. | erhalten |                                              |
| Stadtbefestigung Winningen                                                    | Winningen                  | MYK             | NRW  | Stadtbefestigung                                              | von der 1398 begonnenen, 1568–1583 durch eine Ringmauer ersetzt                                                                  | Reste, Stadttor |                                              |
| Burg Zievel                                                                   | Lessenich                  | EU              | NRW  | Niederungsburg                                                | 1107 | gut erhalten |                                              |
| Kurkölnische Landesburg Zülpich                                               | Zülpich                    | EU              | NRW  | Niederungsburg                                                | 14. Jh. | erhalten oder wesentliche Teile erhalten |                                              |
| Schloss Zur Leyen                                                             | Kobern-Gondorf             | MYK             | RP   | Burg                                                          | 14. Jh. | erhalten, Straße wurde allerdings durch das Gebäude geführt |                                              |
| Burg Zur Leyen auch Burg Ockenfels                                            | Ockenfels                  | NR              | RP   | Höhenburg                                                     | 1200–1250 | Reste mit neuen Teilen |                                              |
| Zewener Turm                                                                  | Zewen                      | TR              | RP   | Wehranlage und Zollstation                                    | Anfang 13. Jh. | erhalten |                                              |